# Шаповал, Владислав Фёдорович
Владисла́в Фёдорович Шапова́л (укр. Владислав Федорович Шаповал; род. 8 мая 1995, Чернигов) — украинский футболист, защитник клуба «Кудровка».

## Биография

### Ранние годы
Воспитанник ДЮСШ «Юность» (Чернигов). С 2008 по 2012 год провёл 61 матч и забил 9 мячей в чемпионате ДЮФЛ.

### Клубная карьера
В 2012 году выступал за любительские команды «Полесье» (Добрянка) и «Строитель-Энергия» (Репки) в чемпионате Черниговской области. В сентябре того же года пополнил ряды луцкой «Волыни», за юниорскую (U-19) команду которой дебютировал 19 сентября 2012 года в выездной встрече против ужгородской «Говерлы», а за молодёжную (U-21) команду впервые сыграл 3 ноября того же года в домашнем поединке снова против «Говерлы».
21 ноября 2015 года дебютировал в основном составе «Волыни» в выездном матче Премьер-лиги против донецкого «Шахтёра», выйдя на замену вместо Сергея Политыло на 89-й минуте встречи.

## Достижения
«Днепр-1»
- Победитель Первой лиги Украины: 2018/19

«Полесье» (Житомир)
- Победитель Первой лиги Украины: 2022/23

## Статистика
| Клуб    | Лига         | Сезон   | Чемпионат | Чемпионат | Кубок | Кубок | Дубль | Дубль |
| Клуб    | Лига         | Сезон   | Игры      | Голы      | Игры  | Голы  | Игры  | Голы  |
| ------- | ------------ | ------- | --------- | --------- | ----- | ----- | ----- | ----- |
| Волынь  | Премьер-лига | 2012/13 |           |           |       |       | 15    | 0     |
| Волынь  | Премьер-лига | 2013/14 |           |           |       |       | 16    | 0     |
| Волынь  | Премьер-лига | 2014/15 |           |           |       |       | 17    | 1     |
| Волынь  | Премьер-лига | 2015/16 | 6         | 0         | 0     | 0     | 18    | 0     |
| Волынь  | Премьер-лига | 2016/17 | 25        | 1         | 2     | 0     | 6     | 2     |
| Волынь  | Первая лига  | 2017/18 | 21        | 8         | 1     | 0     |       |       |
| Днепр-1 | Первая лига  | 2018/19 | 6         | 0         | 1     | 0     |       |       |